# Gronowo Elbląskie
Gronowo Elbląskie (Grunau fino al 1945) è un comune rurale polacco del distretto di Elbląg, nel voivodato della Varmia-Masuria.
Ricopre una superficie di 89,2 km² e nel 2004 contava 4 892 abitanti.
Comunità urbane e rurali:
| - Błotnica (Schlammsack) - Fiszewo (Fischau) - Gajewiec (Kerbshorst) - Gronowo Elbląskie (Grunau) - Gronowo Elbląskie-Osiedle | - Jasionno (Eschenhorst) - Jegłownik (Fichthorst) - Karczowiska Górne (Oberkerbswalde) - Mojkowo (Möskenberg) - Nogat (Nogathau) | - Oleśno (Preußisch Königsdorf) - Rozgart (Preußisch Rosengart) - Różany (Alt Rosengart) - Szopy (Aschbuden) - Wikrowo (Wickerau) |

Altre località:
| - Czarna Grobla (Schwarzdamm) - Dworki (Drei Höfe) - Kopanka Druga (Hoppenau) | - Kopanka Pierwsza - Mechnica (Moosbruch) - Nowy Dwór Elbląski | - Sporowo (Sparau) - Wiktorowo |